# Guilty Pleasure (Mia Dimšić-dal)
A Guilty Pleasure (magyarul: Bűnös élvezet) Mia Dimšić horvát énekesnő dala, mellyel Horvátországot képviselte a 2022-es Eurovíziós Dalfesztiválon Torinóban. A dal 2022. február 19-én, a horvát nemzeti döntőben, a Dorában megszerzett győzelemmel érdemelte ki a dalversenyen való indulás jogát.

## Eurovíziós Dalfesztivál
2021. december 17-én vált hivatalossá, hogy az énekesnő dala is bekerült a 2022-es horvát eurovíziós nemzeti döntő mezőnyébe. A dal hivatalosan 2022. február 10-én jelent meg, és a február 19-én rendezett döntőt megnyerte, így ő képviselhette Horvátországot az Eurovíziós Dalfesztiválon.
Az Eurovíziós Dalfesztiválon a dalt a május 10-én megrendezett első elődöntőben adta elő fellépési sorrend szerint tizenegyedikként a Portugáliát képviselő Maro Saudade, saudade című dala után és a Dániát képviselő REDDI The Show című dala előtt. Az elődöntőben a nézői szavazatok és a nemzetközi zsűrik pontjai alapján nem került be a dal a május 14-én megrendezésre került döntőbe. Összesítésben 75 ponttal a 11. helyen végzett.
A következő horvát induló a Let 3 együttes Mama ŠČ! című dala volt a 2023-as Eurovíziós Dalfesztiválon.

## Háttér
A horvát RTL-nek adott interjújában Dimšić Taylor Swift 2020-as Folklore és Evermore albumainak a hangzásvilágát idézte fel a dal inspirációjaként. Dimšićet azonban széles körökben azzal vádolták a Twitteren és a TikTokon,  hogy Swift 2020-as Willow című kislemezét plagizálta. Az énekesnő a 24satának adott interjújában tagadta ezeket a vádakat, de az összehasonlításokat dicséretnek ismerte el, mivel ő maga Swift nagy tisztelője.  2022. február 25-én, az Otvoreni Radióban Dimšić előadott egy egyveleget a saját és Swift dalaiból, amit Guilty Willow-nak neveztek el.  A plágiumvádat követően Taylor Swift Willow című dala a 2022. március 5-én a kilencedik helyen nyitott a Billboard Croatia Songs listáján.